# Weston in Gordano
Weston in Gordano – wieś w Anglii, w hrabstwie ceremonialnym Somerset, w dystrykcie (unitary authority) North Somerset. Leży 15 km na zachód od miasta Bristol i 185 km na zachód od Londynu. W 2001 miejscowość liczyła 300 mieszkańców.